# Street Drum Corps
Gli Street Drum Corps sono un gruppo fondato nel 2004 da Bobby Alt, (S.T.U.N., Faculty X), Adam Alt (Circus Minor) e Frank Zummo (theSTART, Sum 41).
La particolarità di questo gruppo consiste nel fatto che gli strumenti utilizzati per produrre musica sono insoliti: si va, infatti, da batterie acustiche e hand drum a oggetti come secchi, attrezzi da cucina, bidoni di alluminio riciclato per l'immondizia, contenitori per la pioggia e strumenti tipici delle bande musicali.
Nelle loro performance dal vivo sono stati spesso accompagnati da membri dei Thirty Seconds to Mars, Stomp, No Doubt, Bad Religion, Good Charlotte, Atreyu, Strung Out, Alexisonfire e molti altri.
Nel marzo 2006 sono apparsi nello spettacolo televisivo Late Night with Conan O'Brien.
Sempre nel 2006 hanno fatto parte anche del Taste of Chaos, apparendo sul palco durante l'esibizione dei Deftones. Durante l'anno partecipano da sostenitore al Welcome to the Universe Tour dei Thirty Seconds to Mars.
Nel 2007 hanno partecipato al Warped Tour girando anche un documentario sulla loro esperienza in merito.
Durante il Projekt Revolution 2008 hanno collaborato con i Linkin Park a quattro canzoni: One Step Closer, No More Sorrow, Bleed It Out e What I've Done.

## Formazione
Attuale
- Bobby Alt – voce, batteria
- Adam Alt – batteria
- Frank Zummo – batteria

Turnisti
- Justin Imamura AKA The Bambino, Gas Mask Man - percussioni
- Scott Zant - chitarra
- Tyler William Johnson Fortney - basso

## Discografia

### Album in studio
- 2006 - Street Drum Corps
- 2008 - We Are Machines
- 2010 - Big Noise
- 2012 - Children of the Drum

### Raccolte
- 2014 - 10 Years Anniversary